# PSYCHIC FILE II
PSYCHIC FILE II（サイキック・ファイル・ツー）は、日本のダンス&ボーカルグループPSYCHIC FEVER from EXILE TRIBEによる2枚目のオリジナルEP（ミニ・アルバム）。
2024年4月3日にLDH Recordsから発売され、全7曲を収録。
前作『PSYCHIC FILE I』から約1年ぶりのリリースとなった本作は、グループのアジア圏への活動拡大に伴う新たな挑戦や経験が作品に反映された作品になっている。

## 制作背景
前作『PSYCHIC FILE I』（2023年5月リリース）から約1年ぶりの作品となった本作は、メンバーがタイを含むアジア地域での活動を経て制作された。
タイ現地でのレコーディングやコラボレーションも行われ、全体としてグローバルな音楽性が意識されている。
メンバーの中西椋雅は、本作について「『PSYCHIC FILE』はジャンルレスな楽曲を詰め合わせたシリーズ。後々、X（10）、XX（20）、XXX（30）……と出せるくらい、バラエティ豊かな楽曲をコレクションしていきたいというコンセプトのもとで制作しています」と語っている。
本作の制作について、メンバーは「アジアをはじめとする海外での経験を反映させた作品」と位置づけており、グローバル展開を視野に入れた構成となっている。

## 楽曲
1st リード曲「Love Fire」はY2Kトレンドを意識したサウンドで、往年のR&Bとアトランタベースを取り入れている。Music Videoは「Just Like Dat feat. JP THE WAVY」と同じくSpikey Johnが監督を務めた。コレオグラフはメンバーのJIMMYと、「RIEHATATOKYO」に所属しグローバルに活躍しているプロダンサーのMacotoが担当。
セカンドリード曲「BEE-PO」は、SNS世代向けの表現を取り入れ、Z世代特有の消極的な恋煩いを表現したラブソング。Music Videoの監督はSpikey John。
「THE HEAT」は「PSYCHIC FEVER ASIA TOUR 2024 "HEAT"」のツアーキックオフソングとして制作された。
収録曲「FIRE feat. SPRITE」は、、2023年9月に配信されたタイのヒップホップレーベルHigh Cloud Entertainmentとの共同制作楽曲。
「IGNITION」はライブ演出を意識したグループ初のタオル楽曲であり、「Pinky Swear」はテレビ東京系ドラマ『好きなオトコと別れたい』のエンディングテーマに起用された。「DOKONI」はラテン音楽をベースにしたダンスナンバー。

## プロモーション・パフォーマンス
発売に先駆けて、収録曲「THE HEAT」が2024年3月2日にデジタルシングルとして先行配信された。
テレビ出演では、グループ初の地上波冠番組となる日本テレビ系バラエティ『PSY PSY！PSYCHIC FEVER』が2024年5月より放送され、番組内で「Love Fire」のスペシャルパフォーマンスが披露された。
さらに、2024年5月よりグループ初のアジアツアー「PSYCHIC FEVER ASIA TOUR 2024 “HEAT”」が開催され、本EP収録曲がセットリストの中心として披露された。

## チャート成績・評価
『PSYCHIC FILE II』は、発売初週にオリコン週間アルバムランキングで2位を記録し、グループにとって自己最高位となった。
Billboard Japanの総合アルバムチャート「Hot Albums」でも初登場2位を獲得している。
初週売上枚数は22,582枚を記録し、Billboard Japanのトップアルバムセールスでは2位、ダウンロードアルバム部門では17位にランクインした。

## 収録曲
1. THE HEAT（2分56秒）
  - 作詞：ELIONE
  - 作曲：Gabriel Brandes、Alexander Karlsson、Harry Sommerdahl、Fabian  Torsson
  - 編曲：BANGERS&CA$H
  - 備考：2024年3月2日先行配信／「PSYCHIC FEVER ASIA TOUR 2024 “HEAT”」ツアーキックオフ楽曲
2. Love Fire（3分11秒）
  - 作詞：ELIONE /
  - 作曲：Nils Rulewski Stenberg、Julie Yu
  - 編曲：Nils Rulewski Stenberg for Hitfire Production
  - 備考：第1リード曲／ミュージックビデオあり[17]
3. IGNITION（2分44秒）
  - 作詞：ELIONE,JAY’ED
  - 作曲：Daniel Kim、Karrinator、ELIONE、JAY’ED
  - 備考：グループ初の“タオル曲”として制作
4. BEE-PO（2分52秒）
  - 作詞：TAMP、Ben Bizzy、MONA V、K.Don
  - 作曲：NINO、Ben Bizzy、MONA V、TAMP
  - 編曲：Karrinator　
  - 第2リード曲／ミュージックビデオあり[18]
5. FIRE（feat. SPRITE）（3分51秒）
  - 作詞：SPRITE・Ben Bizzy・OG BOBBY・Archy・TAMP
  - 作曲：SPRITE・Ben Bizzy・OG BOBBY・Archy・TAMP
  - 備考：High Cloud Entertainmentとのコラボ曲／2023年9月先行配信[19]
6. Pinky Swear（3分12秒）
  - 作詞：K.Don
  - 作曲：Masaki Tomiyama、YUUKI SANO
  - 編曲：Masaki Tomiyama
  - 備考：テレビ東京系ドラマ『好きなオトコと別れたい』エンディングテーマ
7. DOKONI（3分14秒）
  - 作詞：K.Don
  - 作曲：Maxx Song、MEHIGH、FAST LANE、Tony Ferrari
  - 備考：ラテンフレーバーを取り入れたダンスナンバー